# M247 Sergeant York
M247 Sergeant York DIVAD (Division Air Defense) là một loại Vũ khí phòng không tự hành (self-propelled anti-aircraft gun) (SPAAG), do Ford Aerospace phát triển vào cuối thập niên 1970. Pháo được phát triển dựa trên khung gầm xe tăng M48 Patton, với việc loại bỏ tháp pháo và thay bằng một tháp pháo mới với hai radar dẫn bắn trực tiếp cho pháo bắn nhanh Bofors 40 mm. Xe thiết giáp được đặt theo tên của Trung sĩ Alvin York, một anh hùng thời Chiến tranh thế giới lần thứ nhất World War I.
Sergeant York được dự tính sẽ được triển khai kết hợp với M1 Abrams và M2 Bradley trong Lục quân Hoa Kỳ, tương tự như pháo ZSU-23-4 của Liên Xô và pháo Flakpanzer Gepard của Đức. Nó sẽ thay thế cho M163 Vulcan Air Defense System SPAAG và tên lửa phòng không MIM-72 Chaparral, trong khi hệ thống tên lửa phòng không MIM-46 Mauler chưa được hoàn thiện.
Dù áp dụng nhiều công nghệ đã tiêu chuẩn hóa để cho phép phát triển nhanh và giảm giá thành nhưng một loạt lỗi kỹ thuật cùng với  giá thành đội giá đã khiến Quân đội Mỹ hủy bỏ chương trình vào năm 1985.